# Schizaspidia fasciatipennis
Schizaspidia fasciatipennis är en stekelart som först beskrevs av Girault 1928.  Schizaspidia fasciatipennis ingår i släktet Schizaspidia och familjen Eucharitidae. Inga underarter finns listade i Catalogue of Life.